# Wereldkampioenschappen judo 1982
De Wereldkampioenschappen judo 1982 waren de tweede vrouweneditie van de Wereldkampioenschappen judo. Het toernooi werd gehouden in het Stade Pierre-de-Coubertin in Parijs van 4 tot 5 december 1982. De Judo Bond Nederland (JBN) stuurde zes deelneemsters naar de Franse hoofdstad: Jola Bink (18), Liesbeth Beek (21), Chantal Han (16), Anita Staps (21), Jolanda van Meggelen (21) en Marjolein van Unen (19). Bondscoach was Karel Gietelink.

## Resultaten
| Gewichtsklasse | Goud               | Zilver                | Brons                                  |
| -------------- | ------------------ | --------------------- | -------------------------------------- |
| – 48 kg        | Karen Briggs       | Marie-France Colignon | Jola Bink Hitomi Nakahara              |
| – 52 kg        | Loretta Doyle      | Kaori Yamaguchi       | Christina-Ann Boyd Pascale Doger       |
| – 56 kg        | Béatrice Rodriguez | Suzanne Williams      | Eve Aronoff Diane Bell                 |
| – 61 kg        | Martine Rottier    | Inger Lise Solheim    | Jeannine Peeters Gabriele Ritschel     |
| – 66 kg        | Brigitte Deydier   | Karin Krueger         | Heidi Anderson Anita Staps             |
| – 72 kg        | Barbara Classen    | Ingrid Berghmans      | Karin Posch Jocelyne Triadou           |
| + 72 kg        | Nathalie Lupino    | Margaret Castro       | Maria Theresa Motta Marjolein van Unen |
| Open           | Ingrid Berghmans   | Hiromi Tateishi       | Regina Sigmund Jocelyne Triadou        |

## Medaillespiegel
| Plaats | Land                | Goud | Zilver | Brons | Totaal |
| 1      | Frankrijk           | 4    | 1      | 3     | 8      |
| 2      | Verenigd Koninkrijk | 2    | 0      | 1     | 3      |
| 3      | West-Duitsland      | 1    | 1      | 2     | 4      |
| 4      | België              | 1    | 1      | 1     | 3      |
| 5      | Japan               | 0    | 2      | 1     | 3      |
| 6      | Oostenrijk          | 0    | 1      | 2     | 3      |
| 7      | Australië           | 0    | 1      | 1     | 2      |
| 7      | Verenigde Staten    | 0    | 1      | 1     | 2      |
| 7      | Noorwegen           | 0    | 1      | 1     | 2      |
| 8      | Nederland           | 0    | 0      | 3     | 3      |
| 9      | Italië              | 0    | 0      | 1     | 1      |
| Totaal | Totaal              | 8    | 8      | 16    | 32     |